# Milán-San Remo 1986
La Milán-San Remo 1986 fue la 77.ª edición de la Milán-San Remo. La carrera se disputó el 15 de marzo de 1986, siendo el vencedor final el irlandés Sean Kelly, que se impuso en el esprint en la meta de Sanremo. 
233 ciclistas tomaron la salida, acabando la carrera 112 de ellos. 

## Clasificación final
| Posición | Ciclista                   | Equipo                          | Tiempo     |
| -------- | -------------------------- | ------------------------------- | ---------- |
| 1        | Sean Kelly                 | KAS-Mavic-Tag-Heuer             | 6h 57' 19" |
| 2        | Greg LeMond                | La Vie Claire-Wonder-Radar      | m. t.      |
| 3        | Mario Beccia               | Malvor-Bottecchia               | m. t.      |
| 4        | Giuseppe Saronni           | Del Tongo-Colnago               | + 23"      |
| 5        | Bruno Wojtinek             | Peugeot-Shell-Michelin          | m. t.      |
| 6        | Luciano Rabottini          | Vini Ricordi-Pinarello-Sidermec | m. t.      |
| 7        | Adri van der Poel          | Kwantum-Hallen-Decosol          | m. t.      |
| 8        | Giuseppe Petito            | Gis Gelati                      | m. t.      |
| 9        | Rolf Sørensen              | Murella-Fanini                  | m. t.      |
| 10       | Jean-Philippe Vandenbrande | Hitachi-Marc-Splendor           | m. t.      |